# 1216 w literaturze
Wydarzenia literackie w 1216 roku.

## Zmarli
- Szota Rustaweli, gruziński poeta (data niepewna).
- Chōmei Kamo, japoński mnich i poeta.